# AMDHD2
AMDHD2 (англ. Amidohydrolase domain containing 2) – білок, який кодується однойменним геном, розташованим у людей на 16-й хромосомі. Довжина поліпептидного ланцюга білка становить 409 амінокислот, а молекулярна маса — 43 748.
| 10         |  | 20         |  | 30         |  | 40         |  | 50         |
| ---------- |  | ---------- |  | ---------- |  | ---------- |  | ---------- |
| MRGEQGAAGA |  | RVLQFTNCRI |  | LRGGKLLRED |  | LWVRGGRILD |  | PEKLFFEERR |
| VADERRDCGG |  | RILAPGFIDV |  | QINGGFGVDF |  | SQATEDVGSG |  | VALVARRILS |
| HGVTSFCPTL |  | VTSPPEVYHK |  | VVPQIPVKSG |  | GPHGAGVLGL |  | HLEGPFISRE |
| KRGAHPEAHL |  | RSFEADAFQD |  | LLATYGPLDN |  | VRIVTLAPEL |  | GRSHEVIRAL |
| TARGICVSLG |  | HSVADLRAAE |  | DAVWSGATFI |  | THLFNAMLPF |  | HHRDPGIVGL |
| LTSDRLPAGR |  | CIFYGMIADG |  | THTNPAALRI |  | AHRAHPQGLV |  | LVTDAIPALG |
| LGNGRHTLGQ |  | QEVEVDGLTA |  | YVAGTKTLSG |  | SIAPMDVCVR |  | HFLQATGCSM |
| ESALEAASLH |  | PAQLLGLEKS |  | KGTLDFGADA |  | DFVVLDDSLH |  | VQATYISGEL |
| VWQADAARQ  |  |            |  |            |  |            |  |            |

A: Аланін

C: Цистеїн

D: Аспарагінова кислота

E: Глутамінова кислота

F: Фенілаланін

G: Гліцин

H: Гістидин

I: Ізолейцин

K: Лізин

L: Лейцин

M: Метіонін

N: Аспарагін

P: Пролін

Q: Глутамін

R: Аргінін

S: Серин

T: Треонін

V: Валін

W: Триптофан

Кодований геном білок за функцією належить до гідролаз. 
Задіяний у таких біологічних процесах, як вуглеводний обмін, альтернативний сплайсинг. 
Білок має сайт для зв'язування з іонами металів. 